# 두 여보
"두 여보"는 1970년에 공개된 대한민국의 영화이다.

## 배역
- 문희
- 김진규
- 김성옥
- 황해
- 안성진
- 김애라
- 경윤수
- 박순봉
- 김소저
- 최향자
- 정미경

## 수상
- 1971년 제7회 백상예술대상
  - 영화부문 음악상 - 최창권